# 素敵にカリスマダム
『素敵にカリスマダム』（すてきにカリスマダム）は、2005年4月19日から同年6月14日まで一部テレビ東京系列局で放送されていたテレビ東京製作の生活情報番組である。全8回。放送時間は毎週火曜 20:00 - 20:54 （日本標準時）。
現存する番組公式サイトには本項の表題通りのタイトルが用いられているが、実際の番組タイトルロゴには「〜主婦への新・生活提案〜素敵にカリスマダム。」と副題が付いており、テレビ東京公式サイト内の記事や番組表においてもこの表記が用いられていた。

## 概要
アドバイザーやモデル業などで成功を収めているカリスマ主婦たちが出演し、視聴者のライフスタイルを向上させるテクニックを紹介していた番組。番組は、佐伯チズが担当する「美を保つ〜エイジレス美容術」と松田美智子が担当する「家族が仰天!超カンタンレシピ!」、そして週替わりの出演者が担当する特集コーナーによって構成されていた。
この番組はテレビ東京系列局の殆どで放送されていたが、同時間帯に『征平・宮根のヨソ様の事情』を放送していたテレビ大阪と、『原口あきまさの福岡耳よりTV "ふくみみ"』ならびに『TVQスーパースタジアム』を放送していたTVQ九州放送では未放送だった。

## 出演者

### 主な出演者
- 佐伯チズ（美容アドバイザー）
- 松田美智子（料理研究家）
- 市川吉恵（トータルライフコーディネーター）
- このほか、カリスマ主婦モデルが週替わりで出演。

### ナレーター
- バッキー木場[5]